# Длиннохвостая синица
Длиннохво́стая сини́ца, или ополо́вник (лат. Aegithalos caudatus), — вид мелких певчих птиц из отряда воробьинообразных. Широко распространена в Европе и умеренной зоне Азии.

## Внешний вид

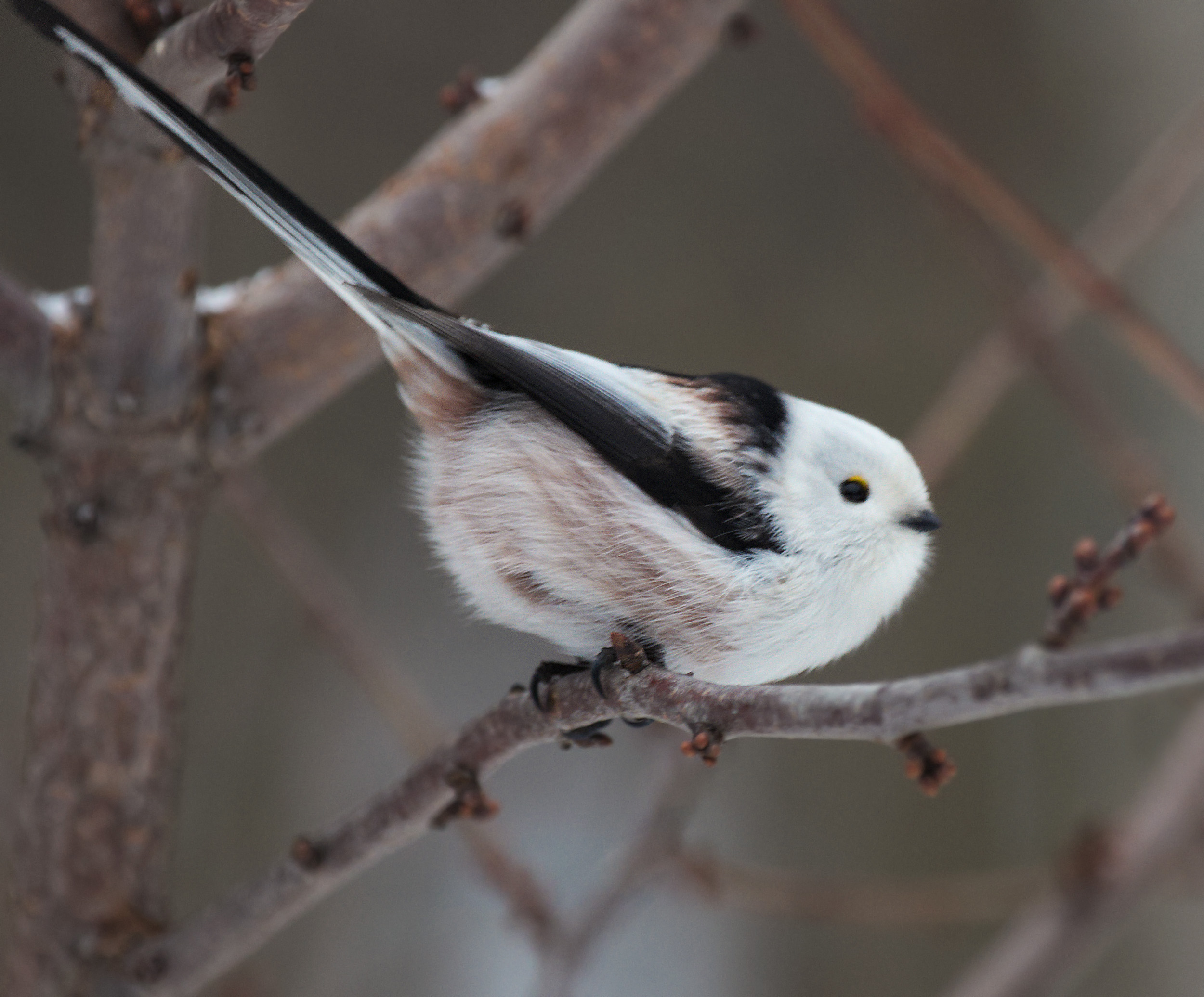

Общая длина тела длиннохвостой синицы 15—17 см, из которых 8,8—10,7 см приходится на хвост. Масса всего 8—9 г. Голова и брюшная сторона белые, спина чёрная с розоватыми полосами по бокам, в окраске крыльев преобладают черные тона. Хвост чёрно-бурый, но крайние рулевые перья белые. Вокруг глаз лишённое оперения кольцо красноватого цвета. Клюв в длину 6—6,5 мм, конический, слегка вздутый. Общая форма туловища округлая, клюв короткий, хвост длинный и узкий. Самцы и самки выглядят одинаково. Молодые птицы полностью линяют во взрослое оперение перед своей первой зимой. Основные цвета в окраске оперения белый и чёрный, кроме них присутствуют серый и розовый цвета в переменном количестве.
Оперение её, как и у других видов длиннохвостых синиц, чрезвычайно рыхлое и пушистое, издали птичка кажется шариком с длинным хвостом. Длиннохвостой эта птица названа из-за очень длинного, особенно по сравнению с другими синицами, хвоста. А синицей, потому что её долгое время раньше относили к синицам. Народное название «ополо́вник» возникло из-за отдалённой внешней схожести с разливательной ложкой. Другие местные или устаревшие названия этого вида: аполло́вник, аполло́новка (неправильные — апполо́вник, апполо́новка), павли́нчик, фаза́нчик, хвостовка, чуми́чка, виногра́дка.
Находясь в стаях, длиннохвостые синицы постоянно издают контактные крики, которые часто можно услышать раньше, чем увидеть самих синиц. У них есть три основных звука: один высокий «пит», «тройная трель» «ииз-ииз-ииз» и дребезжащий «шнуур». Крики становятся быстрее и громче, когда птицы пересекают открытую местность или когда какая-либо особь отделяется от группы.

## Ареал и места обитания
Широко распространённый трансбореальный палеарктический полиморфный вид. Ареал длиннохвостой синицы занимает значительную часть Евразии: почти всю Европу от Средиземноморья на юге до умеренной части Скандинавского полуострова на севере, проникая на север до 65—67° северной широты, и умеренный пояс Азии: всю лесную зону Сибири, Приамурье и Уссурийский край, на восток до Камчатки, Корейского полуострова и Японских островов. На юг проникает почти до Персидского залива. Обитает в основном в районах с умеренным и средиземноморским климатом, но проникает и дальше на север.
Обитает преимущественно в лиственных и смешанных лесах с хорошо развитым кустарниковым подлеском, состоящем в основном из ивы. Предпочитает сырые с густым кустарниковым подлеском участки лиственных лесов. Хвойных лесов избегает, лишь во время кочёвок осенью и зимой встречается на осветлённых участках сосновых лесов. В Центральной Сибири отмечена в светлых лесах из ели, пихты, лиственницы и сибирского кедра. Встречается также в рощах, пойменных зарослях по берегам рек, кустарниках, на кустарниковых пустошах с разбросанными деревьями, кустарниками и живыми изгородями, на сельскохозяйственных угодьях, в городских парках и садах. Круглогодичный рацион птиц, состоящий из насекомых, и социальный поиск пищи склоняют выбор среды обитания зимой в сторону лиственных лесов, обычно из дуба, ясеня и, иногда, клёна. В Средиземноморье также населяют маквис и светлые сосновые леса.

## Образ жизни
Оседлая, отчасти кочующая птица, совершающая нерегулярные кочёвки.

### Социальное поведение

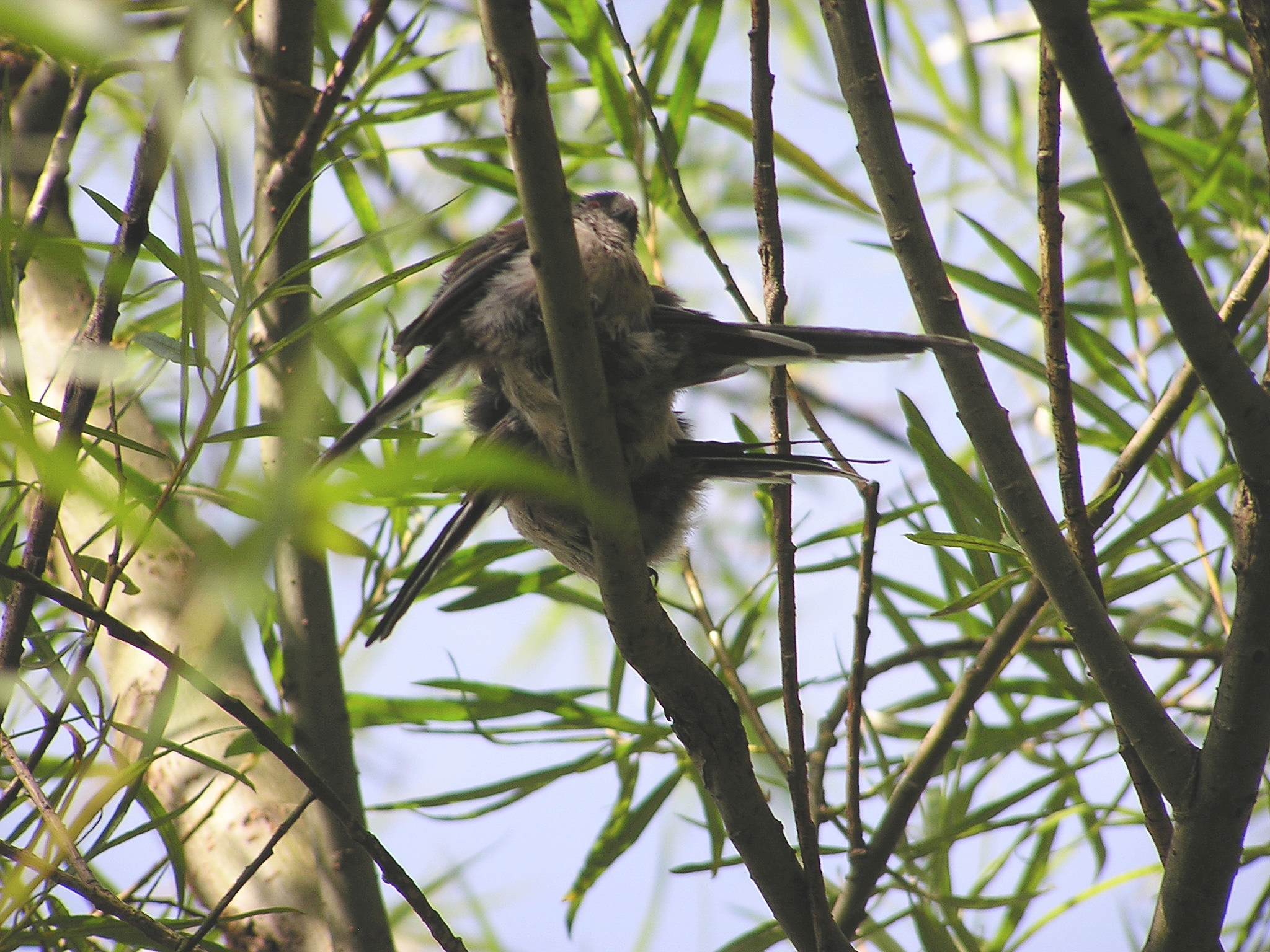
Длиннохвостые синицы отдыхают в полдень в энергосберегающем антипараллельном парном порядке на иве

Вне сезона размножения длиннохвостые синицы образуют компактные стаи из шести-семнадцати птиц, состоящие из семейных групп (родителей и потомков) предыдущего сезона размножения, а также любых дополнительных взрослых особей, которые помогли вырастить выводок. Такая стайка занимают определённую территорию, которую защищает от соседних стай. Считается, что движущей силой стадного поведения является зимние ночёвки и восприимчивость к холоду; объединение в группы увеличивает шансы на выживание в холодные ночи.
С июля по февраль, в негнездовой период, длиннохвостые синицы образуют стаи, состоящие как из родственных, так и неродственных особей, устраивая общие ночёвки. Когда начинается сезон размножения, стаи распадаются, и птицы стремятся размножаться моногамными парами. Самцы остаются в пределах зимней территории, а самки имеют тенденцию кочевать на соседние территории.
У пар, чьи гнезда выходят из строя, есть три варианта: попробовать ещё раз, отказаться от гнездования на сезон или помочь соседнему гнезду. Было показано, что неудавшиеся пары разделяются и помогают в гнёздах их родственников-самцов, при этом узнавание птицами друг друга происходит при помощи вокализации. Гнезда, которым таким образом оказали помощь, имеют больший успех благодаря более высокой скорости снабжения птенцов пищей и лучшей защите гнезда. В конце сезона размножения, в июне — июле, птицы формируют зимние стаи на своей зимней территории.

## Питание

Длиннохвостая синица с пойманными личинками насекомых

Длиннохвостая синица в течение всего года питается почти исключительно мелкими членистоногими, преимущественно насекомыми. Пища состоит в основном из равнокрылых насекомых (листоблошек и тлей) и яиц и гусениц мелких бабочек (как ночных, так и дневных). Реже и в меньшем количестве длиннохвостые синицы поедают мелких перепончатокрылых насекомых и жуков (преимущественно долгоносиков), а также мелких пауков. В холодное время года, осенью и зимой иногда поедают и мелкие семена растений. Крупную добычу длиннохвостая синица, в отличие от настоящих синиц, не раздалбливает клювом и не держит её в лапах. Отыскивая насекомых и их яйца, птички подвешиваются к веточкам снизу, внимательно осматривают тонкие концевые побеги лиственных деревьев (особенно берёзы) и, реже, кустарниковый подлесок. Они ловко лазают в ветвях, как и настоящие синицы, но их движения более медлительны.

## Размножение

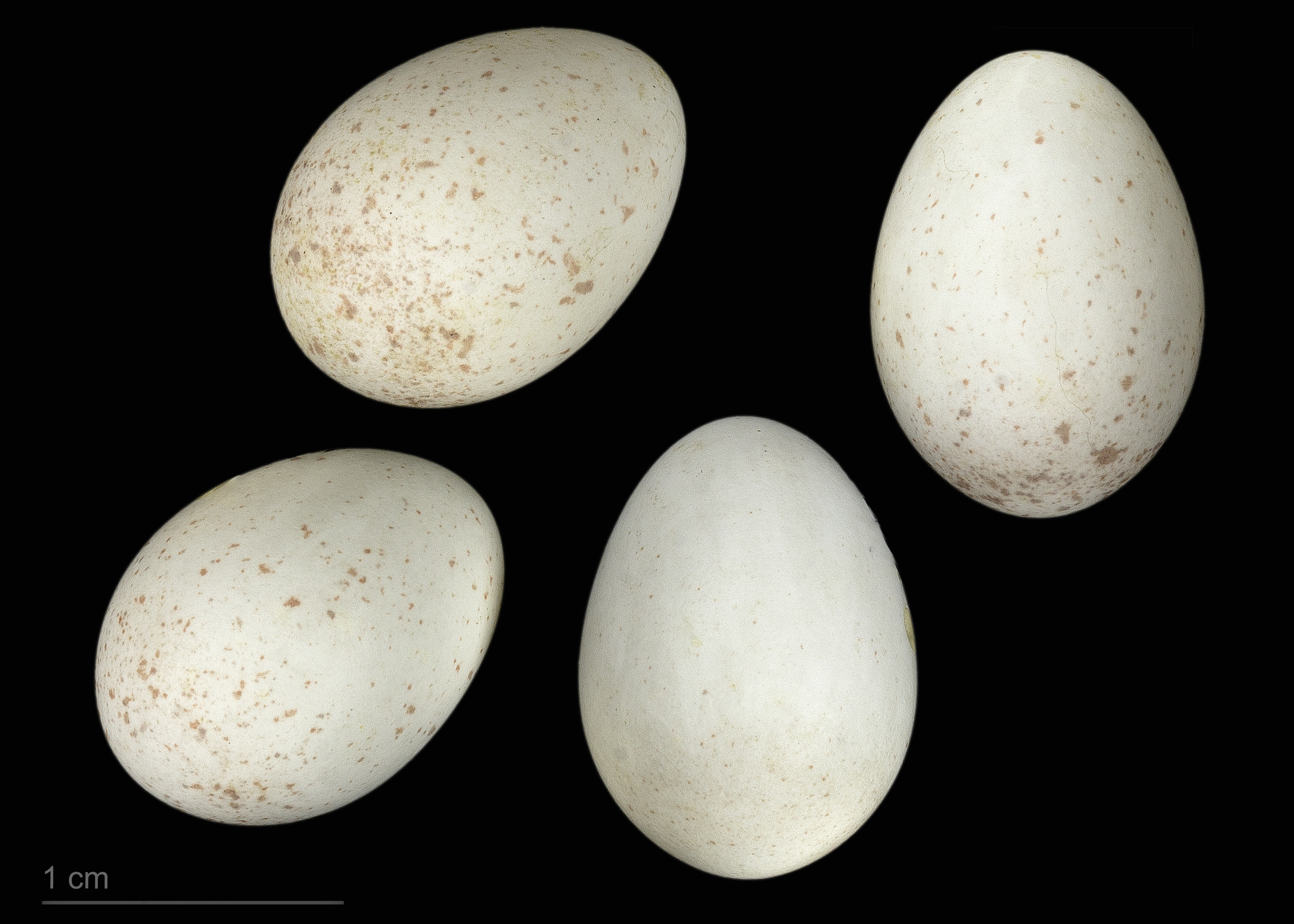
Яйца длиннохвостой синицы

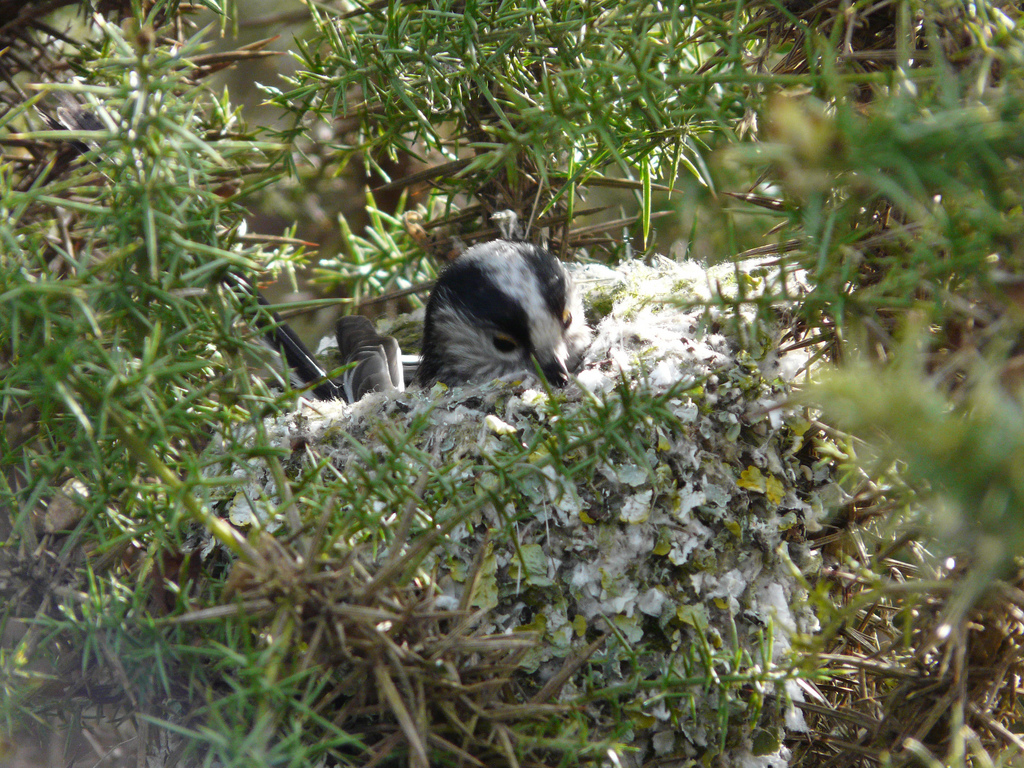
Длиннохвостая синица на гнезде

Период размножения начинается с конца марта — начала апреля. В Европе и Японии гнездится с середины марта по июнь, в Иране — с марта, на северо-востоке Китая — с марта по апрель. Гнездо строит на берёзе, реже на иве, дубе или в кустарниках среди малодоступных топких береговых ивовых зарослей, лесных болот или на склонах сырых заросших оврагов. В кустарниковых зарослях оно располагается в развилке сучьев на высоте 1,5—3 м над землей, в лесу — на высоте 7—10 м в развилке толстых ветвей у ствола. Гнездо яйцевидной формы с летком в верхней его части, синицы плетут его из зелёного мха, скреплённого нитями коконов насекомых и паутиной, из-за чего его толстые стенки становятся плотными, как войлок. Снаружи синицы обкладывают гнездо мелкими кусочками коры берёзы, реже ели, ольхи и других деревьев, белыми лишайниками. В стенки гнезда часто вплетают иглы сосны, клочки растительного пуха и т. п. Внутри гнездо выкладывают мелкими перьями, во время периода откладывания и насиживания яиц родители могут продолжать добавлять новые перья. Гнездо представляет собой компактный куполообразный овальный комок из мха, паутины и волос, покрытый до около 3000 чешуек лишайника для маскировки и с входным отверстием сбоку вверху. Обычно его можно найти в невысоком колючем кусте, но некоторые из них построены в развилках деревьев, у ствола или висят среди конечных ветвей хвойных деревьев. Обычно откладываются от 8 до 12 яиц.
Гнездиться предпочитает в кустарниковых зарослях. Гнездо часто строят в колючих кустах на высоте менее 3 метров над землей.
Гнездо длиннохвостой синицы строят из четырёх материалов: лишайника, перьев, коконов паучьих яиц и мха, всего для типичного гнезда используется более 6000 штук. Гнездо представляет собой гибкий мешок с небольшим круглым входом наверху, подвешенный либо низко на кусте улекса или ежевики, либо высоко в развилках ветвей деревьев. Структурную устойчивость гнезда обеспечивает сетка из мха и паутинного шелка; крошечные листья мха действуют как крючки, а шелковая нить паука образует петли, создавая естественную форму липучки. Синица выстилает снаружи сотни чешуек бледного лишайника для маскировки. Внутренняя часть гнезда выстлана более чем 2000 пуховыми перьями для обеспечения изоляции. Гнезда длиннохвостых синиц часто подвергаются нападению хищников, из-за чего успешно вывести птенцов им удаётся лишь в 17 % случаев.
Яйца самка откладывает в апреле. В кладке обычно 10—12 яиц. Яйца белого цвета с редкими тёмно-бурыми крапинками. Насиживание длится 12—13 дней. Птенцов родители выкармливают 15—16 дней, принося им корм до 350 раз в день. В южных частях ареала в июне бывает вторая кладка.
После вылета птенцов из гнезда и до следующей весны семейная стайка, состоящая обычно из двух взрослых птиц и 6—10 молодых, кочует в поисках пищи по лесу.

### Помощники
Из-за большого количества хищников наблюдается высокий уровень разрушения гнезд. Если разрушение гнезда происходит после начала мая, неудавшиеся родители не будут пытаться повторно гнездиться, а могут стать помощниками в гнезде другой, обычно родственной пары. По некоторым данным, около 50 % гнёзд имели одного или нескольких помощников. Помогая близким родственникам, такие помощники получают косвенные преимущества за счёт повышения выживаемости родственного потомства. Помощники также могут получить больший доступ к партнёрам и территориям в будущем. Помощники также приобретают опыт воспитания молодняка, и поэтому их будущее потомство имеет более высокие показатели выживаемости. Помощниками с одинаковой вероятностью могут стать самцы и самки. Родители могут позволить, чтобы забота помощников дополняла их собственные усилия, или, наоборот, они могут уменьшить свои усилия по уходу за счёт помощников. Молодые самцы имеют более высокую выживаемость, чем молодые самки, хотя выживаемость взрослых особей обоих полов одинакова. Потомство, выращенное с помощниками, имеет более высокую выживаемость, чем потомство, выращенное без помощников. Неудавшиеся родители, ставшие помощниками, имеют более высокую выживаемость, чем неудавшиеся родители, которые этого не сделали. Это может быть связано с меньшими затратами энергии при совместном использовании гнезда. Однако неудавшиеся родители, которые не оказали помощи, с большей вероятностью успешно размножатся в последующие годы, поэтому помощь может стоить дорого. Это может быть связано с тем, что помощники имеют относительно худшее состояние тела в конце сезона размножения. У успешных родителей уровень выживаемости примерно такой же, как у неудавшихся родителей, ставших помощниками.

## Популяция
В Европе гнездящаяся популяция оценивается в 8 310 000—15 000 000 пар, что соответствует 16 600 000—30 100 000 половозрелых особей. Европа составляет около 40 % общего ареала вида, поэтому очень предварительная оценка размера общей популяции составляет 41 500 000—75 250 000 взрослых особей, хотя необходима дальнейшая проверка этой оценки. Национальные оценки численности популяции составляют: около 10 000—100 000 гнездящихся пар в Китае; около 10 000—100 000 гнездящихся пар в Корее; около 10 000—100 000 гнездящихся пар в Японии и около 10 000—100 000 гнездящихся пар в России.
Предполагается, что популяция колеблется из-за последствий суровых зим и зарегистрированного расширения ареала и регионального сокращения в последние десятилетия. В Европе тенденции между 1980 и 2013 годами показывают, что численность популяции стабильна.
Снижение численности вида в Швеции и Финляндии, вероятно, является результатом современных методов лесного хозяйства и замены прежних местообитаний коммерческими монокультурами. Зимой стаям синиц требуются большие территории, поэтому фрагментация и деградация среды обитания могут угрожать местным популяциям. Вид уязвим перед суровыми зимами, из-за которых численность может сократиться до 80 %, а на восстановление популяции могут потребоваться годы. Репродуктивный успех может быть подавлен из-за нападений на их гнёзда хищников, чаще всего врановых птиц, ласок и хорьков и змей.

## Классификация

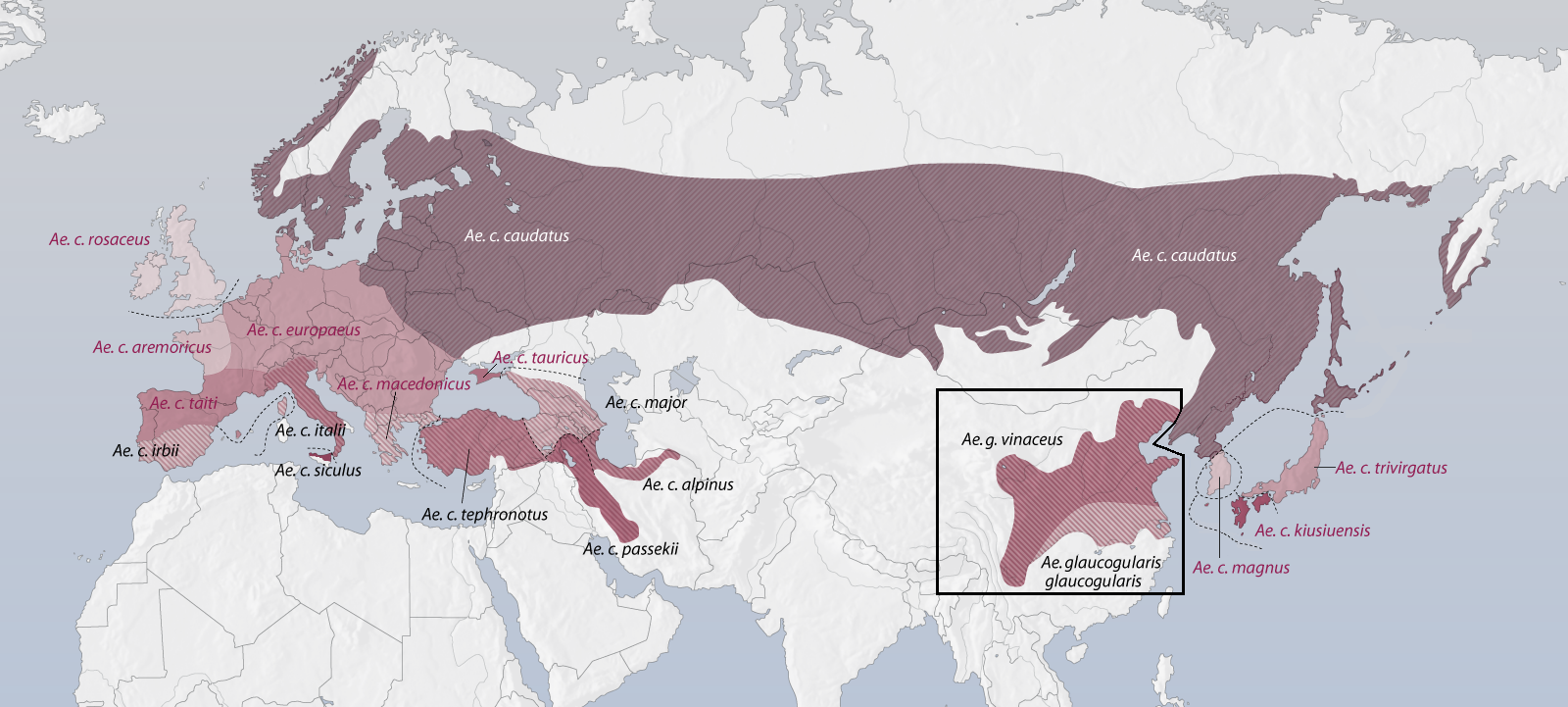
Ареалы подвидов длиннохвостой синицы (рамкой обведены ареалы 2-х подвидов близкого вида Ae. glaucogularis)

В настоящее время длиннохвостая синица рассматривается как один из 10 видов рода Aegithalos. Она является типовым видом своего рода и всего семейства Aegithalidae, включающего кроме рода Aegithalos ещё два рода с тремя видами. Наиболее широко распространённый вид семейства длиннохвостых синиц (Aegithalidae). Ранее длиннохвостую синицу относили к семейству толстоклювых синиц (Paradoxornithidae).
Длиннохвостая синица впервые была научно описана шведским натуралистом Карлом Линнеем в 1758 году в десятом издании его «Системы природы» под биномиальным названием Parus caudatus. Видовой эпитет caudatus на латыни означает «хвостатый». При этом Линней не был автором этого латинского названия. Parus caudatus использовалось более ранними авторами, такими как швейцарский натуралист Конрад Гесснер в 1555 году, итальянским натуралистом Улиссе Альдрованди в 1599 году и английским орнитологом Фрэнсисом Уиллоби в 1676 году.
Длиннохвостая синица изначально была отнесена к настоящим синицам рода Parus. Позднее она с близкими видами была выделена в отдельный род, который долгое время объединяли в одно семейство с толстоклювыми синицами. В настоящее время длиннохвостую синицу с другими близкими видами из рода Aegithalos вместе с расписными и кустарниковыми синицами выделяют в отдельное семейство Aegithalidae. Длиннохвостая синица — единственный представитель Aegithalidae в Северной Евразии. Длиннохвостая синица является полиморфным видом с хорошо выраженной географической изменчивостью, проявляющейся в основном в изменении окраски головы, груди, спины, второстепенных маховых перьев крыла и в общих размерах птицы. В настоящее время выделяют 17 подвидов длиннохвостой синицы.
| Фото | Научное название                | Русскоязычное название            | Ареал | Внешние отличия                                                                                          |
| ---- | ------------------------------- | --------------------------------- | --- | --- |
|      | Aegithalos caudatus caudatus    | Обыкновенная длиннохвостая синица | Номинативный и наиболее широко распространённый подвид, широко распространённый в Евразии от Скандинавского полуострова, Прибалтики, Польши и западных областей Украины на западе по всей лесной и лесостепной полосе Европы и лесной полосе Сибири на восток до побережья Охотского моря, Приамурья, Уссурийского края, Камчатки, Сахалина, Курильских островов, северной части Японского архипелага и севера Корейского полуострова. | Самый крупный подвид, окраска головы чисто белая, спина чёрная, плечи винного цвета.                     |
|      | Aegithalos caudatus alpinus     | Иранская длиннохвостая синица     | Юго-восток Азербайджана (Талыш и Ленкорань), северный Иран и юго-запад Туркмении. | Над глазами чёрные полосы, на горле черноватое пятно.                                                    |
|      | Aegithalos caudatus aremoricus  |                                   | Узкоареальный подвид, обитающий на западе Франции. | |
|      | Aegithalos caudatus europaeus   |                                   | Западная Европа от северо-востока Франции, Германии и юга Дании до севера Италии (Альпы), запада Польши и запада Румынии. | |
|      | Aegithalos caudatus irbii       |                                   | Юг Испании и Португалия, остров Корсика. | |
|      | Aegithalos caudatus italiae     |                                   | Апеннинский полуостров к югу от Альп и юго-западная Словения. | |
|      | Aegithalos caudatus kiusiuensis |                                   | юг Японии. | |
|      | Aegithalos caudatus macedonicus |                                   | Южная Европа от Албании и материковой Греции до Балкан, Болгарии и северо-запада Турции. | |
|      | Aegithalos caudatus magnus      |                                   | Центр и юг Корейского полуострова и острова Цусима. | |
|      | Aegithalos caudatus major       | Кавказская длиннохвостая синица   | Кавказ, большая часть Закавказья и северо-восток Турции. | Характерны голубовато-серая спина, коричневатый налёт на нижней стороне тела и бурые полосы над глазами. |
|      | Aegithalos caudatus passekii    |                                   | Юго-восток Турции и юго-запад Ирана. | |
|      | Aegithalos caudatus rosaceus    |                                   | Британские острова. | |
|      | Aegithalos caudatus siculus     |                                   | Остров Сицилия. | |
|      | Aegithalos caudatus taiti       |                                   | От юга и юго-запада Франции до центра Испании и Португалии. | |
|      | Aegithalos caudatus tauricus    |                                   | Крымский полуостров. | Над глазами имеются бурые полосы.                                                                        |
|      | Aegithalos caudatus tephronotus |                                   | От востока Греции до центра Турции, севера Ирака и Сирии. | |
|      | Aegithalos caudatus trivirgatus |                                   | Центр Японии. | |

Все подвиды длиннохвостой синицы можно объединить в три группы:
- группа A. c. caudatus в Северной Европе и Азии. A. c. caudatus имеет чисто белую голову.
- группа A. c. europaeus в Южной и Западной Европе, северо-восточном Китае и Японии. Выделение A. c. rosaceus от других представителей A. c. europaeus проблематично, поскольку зависит от вариаций толщины полос на макушке, количества полос и цвета на нижней части тела.
- группа A. c. alpinus в Средиземноморской Европе и Юго-Западной Азии.

В местах, где встречаются эти группы, имеются обширные территории, занятые весьма изменчивыми промежуточными формами.
Розовая длиннохвостая синица (A. c. rosaceus) обитает на крайнем западе ареала (Великобритания, Франция) и отличается присутствием чёрных полос на голове взрослых птиц. Она легко даёт гибриды с другими подвидами в Австрии и средней Германии, как и южно-японский подвид A. c. trivirgatus — на острове Хоккайдо. Пиренейский подвид A. c. irbii, населяющий также Италию, совершенно не имеет чёрных перьев на спине. На востоке ареала распространён китайский подвид (ранее отдельный вид — Acredula atronuchalis). Балканский подвид A. c. tephronotus — очень мелкий, с серой спиной; на востоке Азии ему соответствует тоже прибрежная форма — A. c. glaucogularis. Кроме обычной длиннохвостой синицы (A. c. caudatus), на территории бывшего СССР, именно в кавказских лесах, водится ещё один подвид (A. c. ibericus), считавшийся ранее особой разновидностью пиренейской длиннохвостой синицы (Acredula irbyi caucasica).

## Охрана

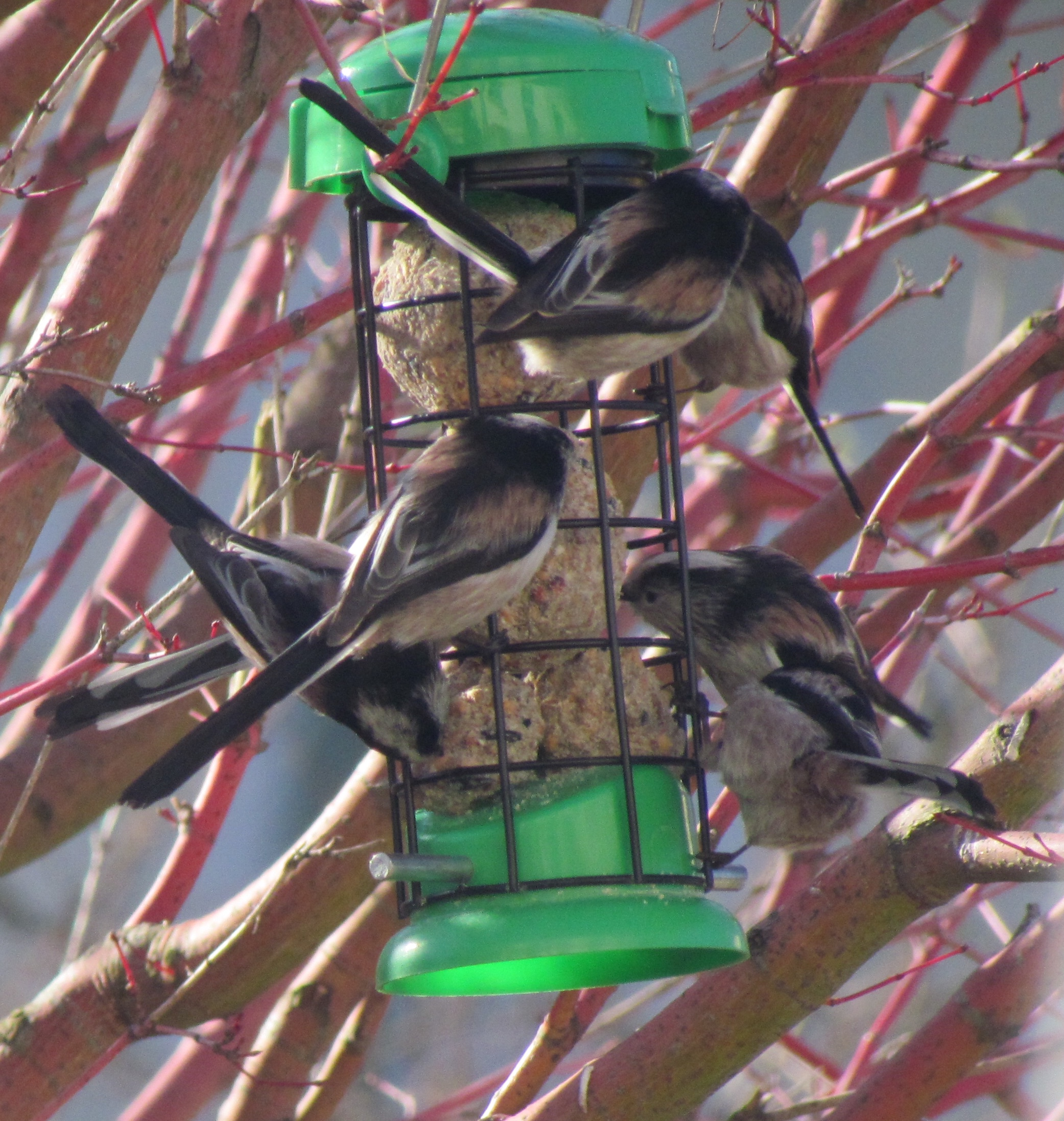
Длиннохвостые синицы на кормушке

В глобальном масштабе этот вид распространен по всему ареалу и становится редким только на границе ареала. Международный союз охраны природы и природных ресурсов и международная организация BirdLife International относят длиннохвостую синицу к видам, вызывающим наименьшие опасения, которые в настоящее время имеют стабильную популяцию и находятся под незначительной угрозой или вообще не находятся под угрозой и достаточно многочисленны.
Из-за своего небольшого размера они уязвимы для экстремальных холодов, при этом во время продолжительных холодов регистрируются потери популяции до 80 %. Популяция быстро возвращается к прежнему уровню из-за высокого потенциала размножения.
Специальных мер по сохранению этого вида в Европе в настоящее время не предпринимается. В качестве мер по поддержанию популяции этого вида предлагается широкомасштабное сохранение подходящей среды обитания. Было показано, что эффективной мерой является увеличение площади старых лиственных лесов вблизи существующих мест обитания. В некоторых районах может оказаться целесообразным контроль над хищниками.
Являясь природным регулятором численности фитофагов в лесных экосистемах, длиннохвостая синица приносит пользу лесному хозяйству, истребляя большое количество вредных насекомых.

## Фото

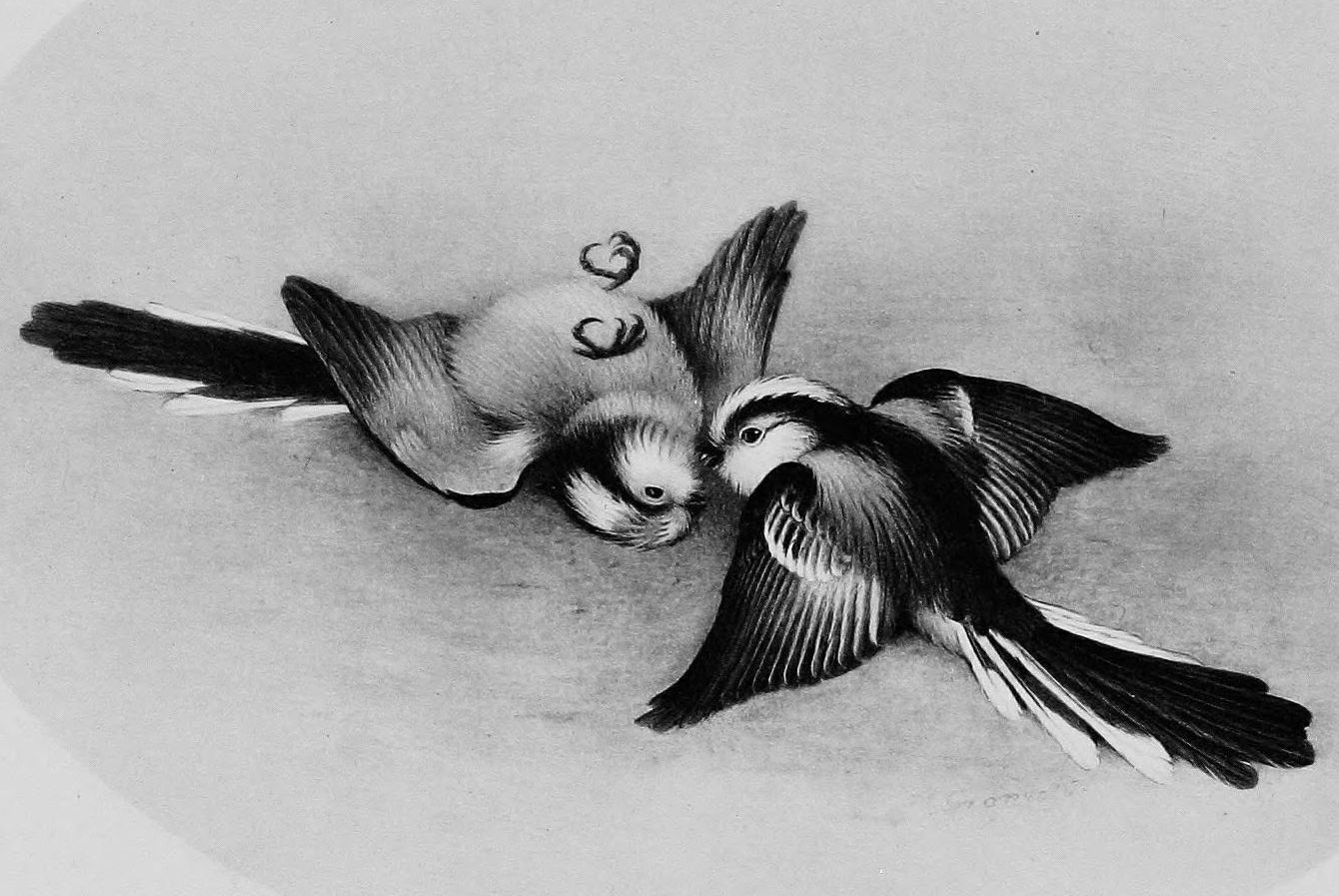
Самцы, борющиеся за владение территорией. Из макушки побежденного и умирающего соперника вырваны перья. Гравюра Хенрика Грёнвольда, 1920 год
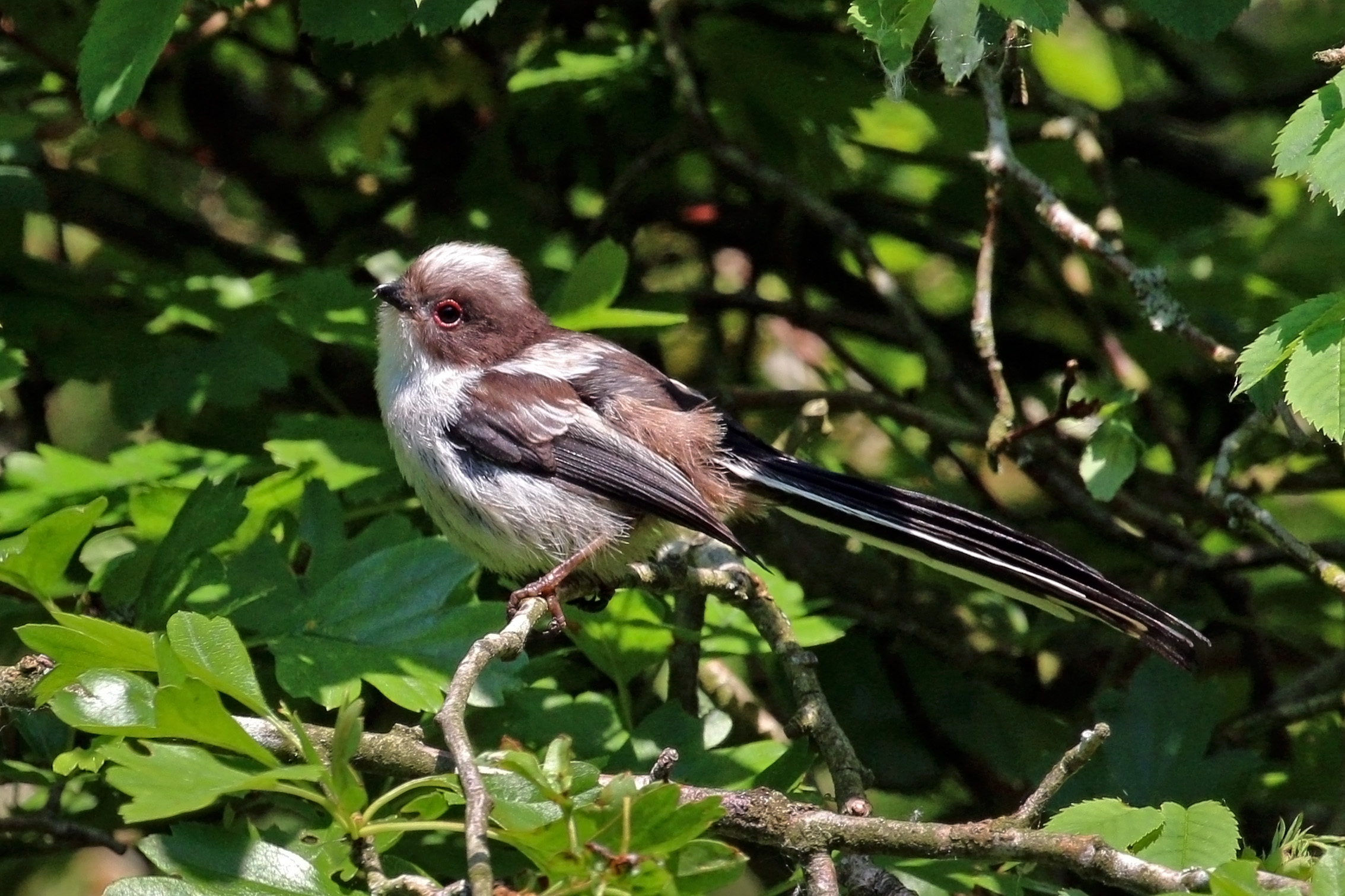
Молодая синица с красным кольцом вокруг глаз
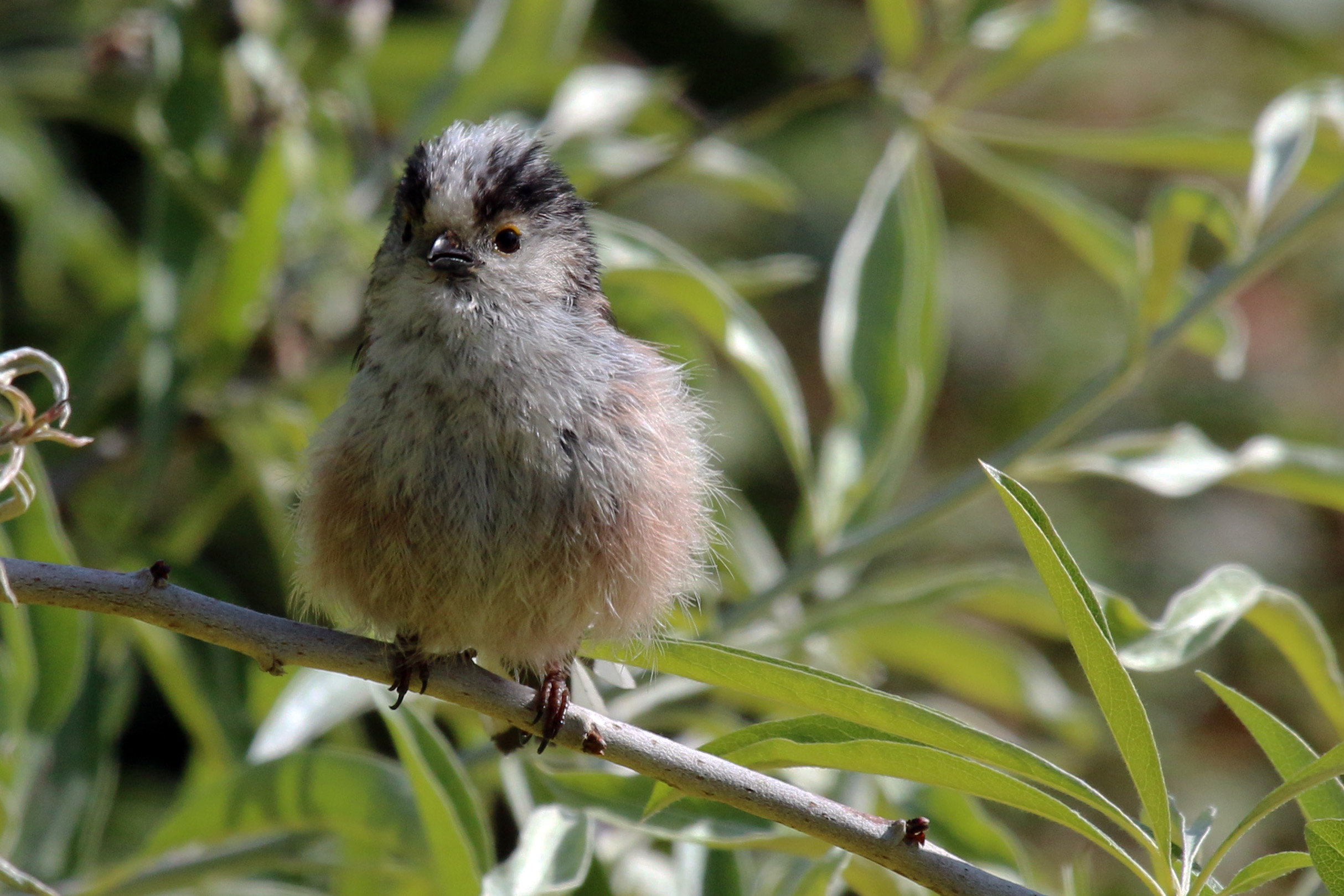
Молодая синица с жёлтым кольцом вокруг глаз
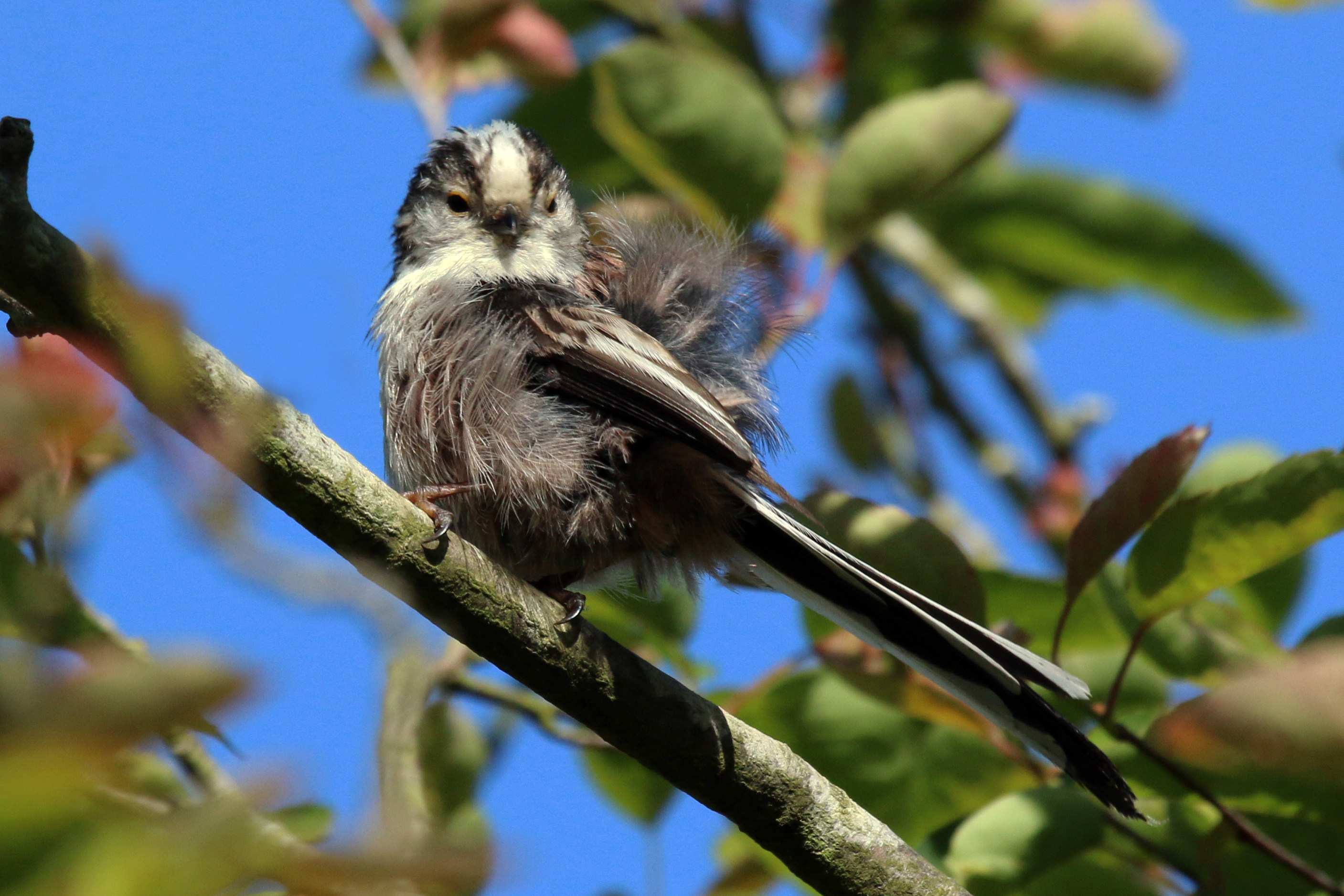
Линяющая синица
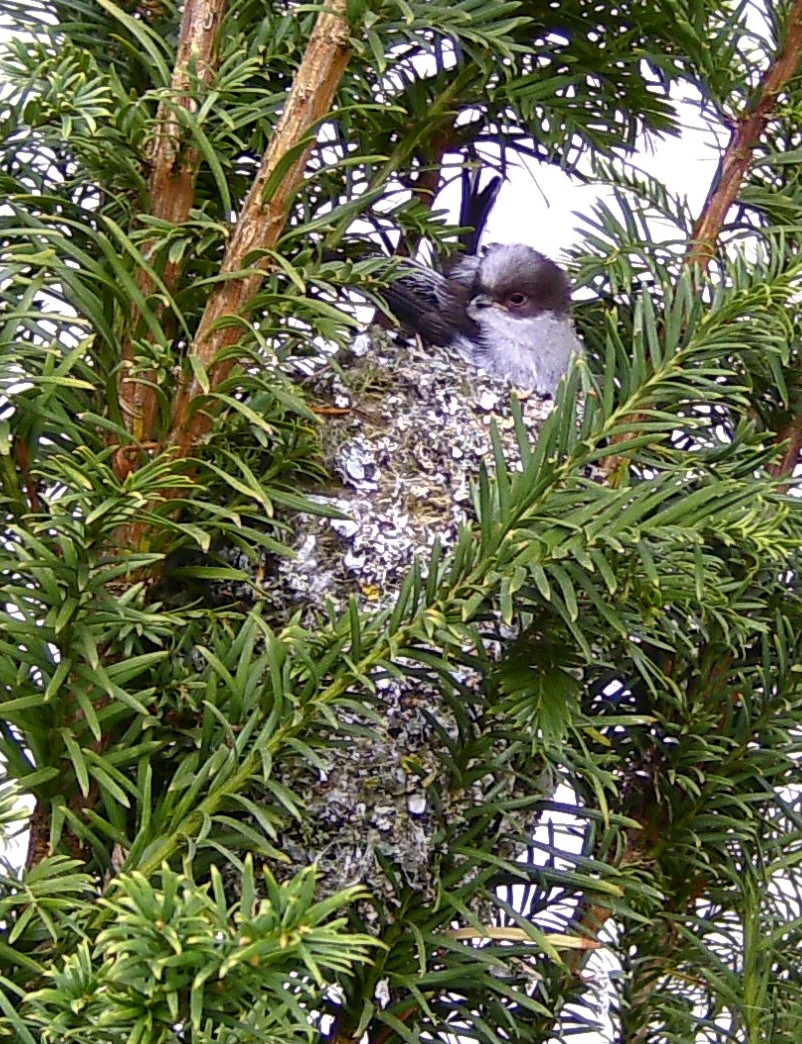
Слёток в гнезде
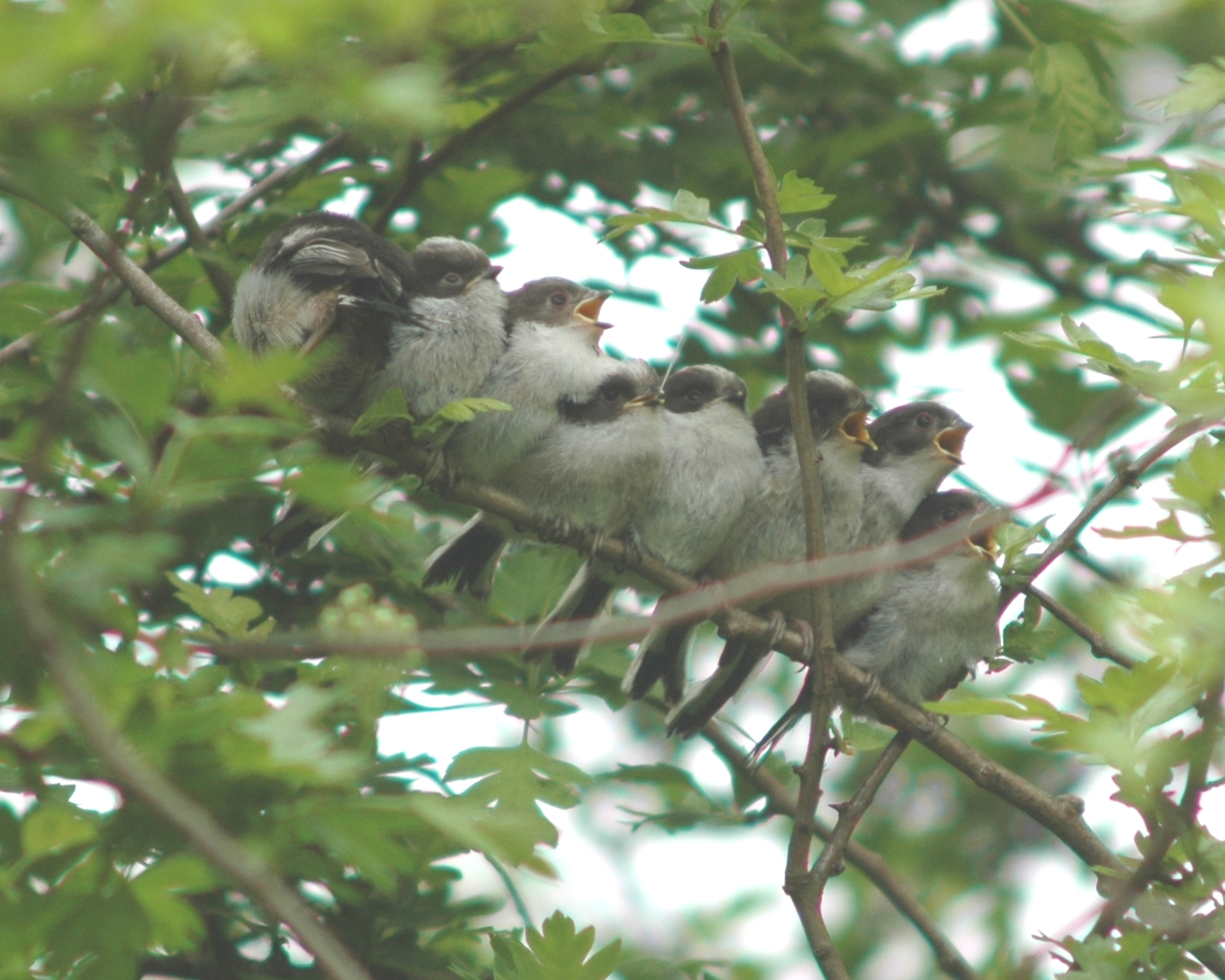
Выводок из восьми птенцов, требующих кормления